# Norman McLeod Rogers
Norman McLeod Rogers, PC (* 25. Juli 1894 in Amherst, Nova Scotia; † 10. Juni 1940) war ein kanadischer Rechtsanwalt, Richter und Politiker der Liberalen Partei, der Mitglied des Unterhauses und Minister im 16. kanadischen Kabinett  von Premierminister William Lyon Mackenzie King war.

## Leben
Rogers absolvierte nach dem Schulbesuch zunächst ein grundständiges Studium an der Acadia University, das er mit einem Bachelor of Arts (B.A.) abschloss. Während des Ersten Weltkrieges leistete er zwischen 1916 und 1917 seinen Militärdienst beim 6th Nova Scotia Mounted Rifles. Nach Kriegsende erhielt er ein Rhodes-Stipendium und begann 1919 ein postgraduales Studium der Geschichte am University College der University of Oxford, welches er mit einem Master of Arts (M.A.) beendete. Darüber hinaus erwarb er dort nach einem Studium der Literaturwissenschaft einen Bachelor of Letters (B.Litt.) sowie nach einem weiteren Studium im Fach Privatrecht einen Bachelor of Civil Law (B.C.L.). Nachdem er von 1927 bis 1929 Privatsekretär von Premierminister William Lyon Mackenzie King war, übernahm er eine Professur an der Queen’s University.
Bei der Wahl vom 14. Oktober 1935 wurde Rogers für die Liberal Party im Wahlbezirk Kingston City erstmals zum Mitglied des Unterhauses gewählt, dem er nach seiner Wiederwahl am 26. März 1940 bis zu seinem Tod am 10. Juni 1940 angehörte.
Am 23. Oktober 1935 wurde Rogers von Premierminister William Lyon Mackenzie King in das 16. kanadische Kabinett berufen und übernahm in diesem bis zum 18. September 1939 den Posten als Arbeitsminister. Danach wurde er im Rahmen einer Kabinettsumbildung am 19. September 1939 Minister für nationale Verteidigung und behielt dieses Ministeramt bis zu seinem Tod am 10. Juni 1940.

## Veröffentlichungen
Als Historiker verfasste Rogers Bücher über Pierre Le Moyne d’Iberville, den Gründer der Kolonie Louisiana, sowie über seinen Mentor William Lyon Mackenzie King:
- Pierre Le Moyne d’Iberville, Toronto, Ryerson Press, 1928
- Mackenzie King, Toronto, Morang, 1935